# Eduardo Conget
Eduardo Conget Salvatierra (Tudela, Navarra, 22 de junio de 1977), conocido deportivamente como Conget, es un exfutbolista español que jugaba principalmente de centrocampista.

## Trayectoria
En 1997 siendo jugador del filial, debuta con Osasuna en Segunda División. Juega en esta categoría 3 partidos más en 1999 hasta que finalmente abandona el club rojillo para fichar por el CD Ourense en Segunda División B.

En 2001 tiene de nuevo la oportunidad de jugar con el Burgos CF en Segunda División para luega iniciar un periplo que le llevará a jugar en hasta 6 más equipos de Segunda División B.

## Clubes
| Club                   | Categoría          | Año       |
| ---------------------- | ------------------ | --------- |
| Osasuna B              | Segunda División B | 1996-1999 |
| CD Ourense             | Segunda División B | 1999-2001 |
| Burgos CF              | Segunda División   | 2001-2002 |
| Gimnastic de Tarragona | Segunda División B | 2002-2003 |
| CD Ourense             | Segunda División B | 2003-2004 |
| FC Cartagena           | Segunda División B | 2004-2006 |
| CD Puertollano         | Segunda División B | 2006-2008 |
| UD Melilla             | Segunda División B | 2008-2009 |
| CD Izarra              | Segunda División B | 2009-2012 |